# Университет Наропы
Университе́т Наро́пы (англ. Naropa University) — частный некоммерческий гуманитарный колледж, расположенный в городе Боулдер, штат Колорадо, США. 
Основан в 1974 году Чогьямом Трунгпой Ринпоче, буддийским мастером медитации и представителем школы Кагью. Назван в честь одного из основателей линии Кагью Наропы — учёного из буддийского университета Наланды.
Университет Наропы по своей программе вполне следует основным ценностям буддизма, но находится вне строгой буддийской концепции и призван объединять представителей различных религиозных конфессий, национальностей и культур.
В университете проводятся нетрадиционные для педагогики лекции с применением духовных упражнений и медитаций. Также известен своей Школой внетелесной поэтики имени Джека Керуака, названной в честь одного из главных представителей битнического поколения. Её основателями считаются Аллен Гинзберг и Анна Вальдман.

## История
Университет Наропы был основан Чогьямом Трунгпой Ринпоче, держателем линий Карма Кагью и Ньингма, учёным Оксфордского университета. Чогьям Трунгпа прибыл в США в 1970 году, в 1973-м создал буддийскую организацию, а ещё через год и сам Институт Наропы. Трунгпа консультировался с Алленом Гинзбергом, Анной Вальдман, Дианой Ди Примой и Джоном Кейджем по вопросу создания при институте отдела поэзии. Так появилась Школа Внетелесной Поэзии имени Джека Керуака.
Первые полноценные курсы институт предложил в 1975-1976 годах. Студенты могли получить степень бакалавра, изучая историю буддизма, историю изобразительного искусства, степень магистра психологии, сертификаты театрального, танцевального и поэтического курсов. В 1977 году институтом было принято решение обратиться за получением государственной аккредитации вузов, процесс этот затянулся до второй половины восьмидесятых, когда Институт всё же получил аккредитацию Северной Центральной ассоциации колледжей и школ.

## Духовные принципы
Университет Наропы, прежде всего, направлен на духовное образование. Работающие в нём преподаватели (в основном представители буддизма шамбалы) стараются использовать в учебном процессе практику медитации. Студенты изучают японскую чайную церемонию, икебану, мистические ритуалы и учения нью-эйдж, тайцзицюань, тренируют в себе внимательность, самоосознание, умения созерцать красоту и видеть вещи такими, какими они являются с точки зрения духовных практик.
Каждый семестр на один день занятия в институте прекращаются. Студенты, преподаватели, приглашённые специалисты и технический персонал проводят совместную утреннюю медитацию для укрепления отношений в коллективе.

## Критика
Американский эссеист и переводчик Элиот Вайнбергер однажды высказался, что Чогьям Трунгпа Ринпоче и поэт Аллен Гинзберг в своё время привлекли к себе лучшие умы, захватили сознание талантливейших поэтов и писателей, увлечение тибетским буддизмом и тибетской теократией которых, по его мнению, породило опасную для литературы эксклюзивность и элитарность.

## Выпускники
- Шон Мёрфи [5]
- Элени Сикелианос[англ.]